# Kasongo Kalombo
Kasongo Kalombo, né vers 1840 à Kilemba dans l'actuel Zimbabwe et mort en 1886 à Buta, est un roi de l'Empire Luba. 

## Biographie
Fils de Ilunga Kabale, chef de l'Ouroua, il succède au roi Kitamba en 1869, après une guerre de succession entre les cinq fils du roi à la mort de leur père. Mais, la puissance louba décline rapidement, car le souverain ne peut s’opposer à la pénétration des marchands arabes de la côte orientale et à celle des trafiquants nyamwezi. 
Verney Lovett Cameron rencontre le trafiquant José-Antonio Alvez dans sa capitale en 1874,. 
Ndayi Mande lui succède à sa mort. 
Jules Verne le mentionne dans son roman anti-esclavagiste Un Capitaine de quinze ans (partie 2, chapitre IX).